# Phytomyptera
Phytomyptera is een geslacht van vliegen (Brachycera) uit de familie van de sluipvliegen (Tachinidae). De wetenschappelijke naam van het geslacht is voor het eerst geldig gepubliceerd in 1844 door Camillo Róndani.

## Soorten
- P. abnormis (Stein, 1924)
- P. aenea (Coquillett, 1895)
- P. amplicornis (James, 1955)
- P. aristale (Townsend, 1915)
- P. bohemica (Kramer, 1907)
- P. canella (Herting, 1967)
- P. cingulata (Robineau-Desvoidy, 1830)
- P. convecta (Walker, 1852)
- P. cornuta (Reinhard, 1931)
- P. curriei (Townsend, 1916)
- P. erisma (Reinhard, 1962)
- P. erotema (Reinhard, 1958)
- P. exul (Walker, 1852)
- P. flavipes (Reinhard, 1943)
- P. johnsoni (Coquillett, 1897)
- P. lacteipennis Villeneuve, 1934
- P. latifrons (Greene, 1934)
- P. longicornis (Coquillett, 1902)
- P. melissopodis (Coquillett, 1897)
- P. minutissima (Zetterstedt, 1844)
- P. nigra (Brooks, 1945)
- P. nigrina (Meigen, 1824)
- P. nigroaenea (Herting, 1968)
- P. palpigera (Coquillett, 1895)
- P. pruinosa (Malloch, 1927)
- P. riedeli (Villeneuve, 1930)
- P. ruficornis (Greene, 1934)
- P. setigera (Thomson, 1869)
- P. stackelbergi Mesnil, 1963
- P. tarsalis (Coquillett, 1895)
- P. usitata (Coquillett, 1897)
- P. vaccinii Sintenis, 1897
- P. verna Richter, 1993
- P. vitinervis (Thomson, 1911)
- P. walleyi Brooks, 1945
- P. zonella (Zetterstedt, 1844)